# Fissidens monguillonii
Fissidens monguillonii är en bladmossart som beskrevs av Thériot 1899. Fissidens monguillonii ingår i släktet fickmossor, och familjen Fissidentaceae. Inga underarter finns listade i Catalogue of Life.